# Cappella Cesi
La cappella Cesi è la seconda cappella a destra nella chiesa di Santa Maria della Pace a Roma. È nota per una serie di opere rinascimentali, tra cui due affreschi di Rosso Fiorentino, che per questa cappella aveva anche forse dipinto la pala del Cristo morto compianto da quattro angeli, oggi al Museum of Fine Arts di Boston.

## Storia e descrizione
Acquista da Agnolo Cesi nel 1515, fu progettata da Antonio da Sangallo il Giovane. Originariamente era dedicata all'Annunciazione, e tale scena era programmata sull'arcone, come si vede dai disegni dell'architetto e come fanno pensare alcuni studi del Rosso.
La decorazione scultorea sull'arcata esterna è opera di Simone Mosca, mentre i due affreschi, la Creazione di Eva ed il Peccato originale, sono di Rosso Fiorentino. Le statue nelle nicchie, coi Santi Pietro e Paolo, sono di Vincenzo de' Rossi, che scolpì anche gli altorilievi ai lati dell'arco (Profeti e angeli), nonché le figure dei dormienti sulle tombe di Agnolo Cesi e della moglie Francesca Carduli (1550-1560 circa). Le sfingi invece sono attribuite a Simone Mosca.
Per l'altare Carlo Cesi dipinse una Sacra Famiglia con sant'Anna. Gli stucchi della volta presentano alcune pitture del Sermoneta in cui non si escluda che possa aver messo mano anche il Rosso stesso.

### Gli affreschi di Rosso Fiorentino
La prima opera romana del Rosso, allogata il 26 aprile 1524, mostra la forte influenza delle Storie della Genesi della volta della Cappella Sistina di Michelangelo. A sinistra la Creazione di Eva mostra un monumentale Adamo sdraiato, dal corpo muscoloso che ricorda la statuaria antica e la celebre Creazione di Adamo del Buonarroti. Anche la figura di Dio, avvolto nel panneggio rosso che crea una sorta di mandorla gonfiata dal vento, richiama le stesse scene della creazione, mentre il levarsi di Eva, a braccia levate, cita alcune opere di Raffaello, come la Trasfigurazione o la Venere nella Loggia di Psiche alla Villa Farnesina.
Il Peccato originale è più dinamico, con Adamo che si volta intrecciandosi con Eva seduta, ancora a braccia levate, e con il ramo su cui sta appesa la personificazione del serpente, nell'atto di mettere il frutto proibito nelle mani della donna. Il gesto di Adamo appare difficile da leggere: forse vorrebbe fermare l'atto sacrilego, forse ne prende parte, accollandosi una parte di responsabilità. In questo caso il modello, oltre ai già citati maestri del Rinascimento romano, sembra essere anche Masaccio. La forza drammatica dell'opera richiama anche lavori di qualche anno prima del Rosso, come il Mosè che difende le figlie di Jetro.
Le figure in generale mostrano però una resa scarna e un certo impaccio anatomico, già notato dal Vasari e attribuito a un certo "spaesamento" dell'artista nuovo sulla scena romana, forse non ancora capace di assimilare correttamente gli spunti michelangioleschi e raffaelleschi. Del tormentato rapporto con Michelangelo resta una lettera indirizzata all'artista nel 1526, in cui il Rosso prende le distanze da un giudizio negativo sugli affreschi della volta della Sistina che gli era stato messo in bocca da malelingue. La resa non ottimale degli affreschi della cappella Cesi può essere legata anche alla poca familiarità del Rosso con la tecnica a fresco, come indica anche il Vasari in un passo della sua biografia dell'artista.
L'interruzione dei lavori, per ragioni ignote, non vide la realizzazione di altre opere previste nel contratto, come l'Annunciazione, i disegni per gli stucchi e forse la pala a olio.